# 陳儀
陳 儀（ちん ぎ、1883年5月3日〈光緒9年3月27日〉 - 1950年〈民国39年〉6月18日）は、中華民国の軍人・政治家。軍閥時代には直隷派に属した。中国国民党への投降後、党員として、福建省政府主席、行政院秘書長、陸軍大学校長代理等を歴任した。第二次世界大戦後は初代台湾省行政長官兼警備総司令に任じられ、その在任期間中に二・二八事件が発生している。晩年は中国共産党への帰順を企画したが露見し、国民党により処刑された。原名は陳毅、字は公侠（公洽とも作る）、号は退素。浙江省紹興府山陰県東浦鎮出身。最終階級は陸軍二級上将。

## 大陸時代
兄の陳威は1912年から25年まで中国銀行の副総裁を務めた。
陳儀は幼少より浙江求是書院での私塾教育を受けている。1902年に日本に留学すると光復会の活動に参加している。日本陸軍士官学校五期歩兵科を卒業し、1909年に清に帰国した。1911年に辛亥革命が発生すると浙江の独立運動に参加、1912年には浙江都督府陸軍部長兼陸軍小学校長に任命されている。
1917年に陸軍大学に留学、1920年に帰国している。1925年に直系軍閥の孫傳芳により浙軍第一師師長、後に第一軍司令兼浙江省長に抜擢されている。1926年、陳は北伐中の国民党に投降、国民革命軍十九路軍軍長に任命されたが、部下の叛乱によりこれを辞任、ヨーロッパ方面の軍需工場視察に出発する。ヨーロッパ視察より帰国すると蔣介石により兵工署署長に任命され、更に軍政部次長に抜擢された。1934年に福建事変が終結すると福建省政府主席兼綏靖主任に任じられ、福建軍政の整備に着手した。

## 台湾との関係
1935年、日本政府は台湾にて「始政四十周年記念台湾博覧会」を開催した。陳儀は政府より台湾出張を命じられこれを視察、日本統治の下での台湾の急速な発展と、中国大陸の長期にわたる戦乱に起因する停滞との差異を目の当たりにしたこの出張は陳儀のその後に大きな影響を与える。陳儀はその後台湾に視察団を派遣し、1937年に『台湾考察報告』を出版し、福建経済のモデルとして台湾を挙げている。
1943年のカイロ会談で、日本の敗戦後は中華民国が台湾を統治することが決定したことを受け、1944年4月、行政院に台湾調査委員会が設置され、陳儀はその主任委員に任命された。調査委員は日本統治下の台湾の経済、政治、民生、軍事などの各内容について詳細な調査を行い『台湾接管計画綱要』を答申、政府認可を獲得した。これにより陳儀は『省組織法』に基づく中国大陸の他の省と異なり、台湾の立法・司法・行政などに亘る権限を自らに集中させることとなった。
日本の敗戦後、1945年8月29日、陳儀は台湾省行政長官、後に警備総司令兼任に任命された。大多数の台湾人と同様福建閥の中心人物であったこと、日本留学の経験から適当な人物とみなされたとされる。10月24日、陳儀は上海より台北に移動、翌日、台北公会堂において中華民国政府及び連合国代表として台湾総督兼第10方面軍（台湾軍の後身）司令官であった安藤利吉との間で降伏文書調印が行われた。

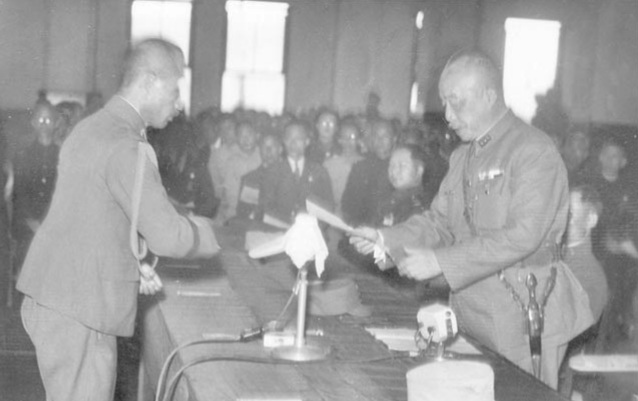
第10方面軍参謀長諫山春樹（左）と降伏文書を交わす陳儀（右）

台湾省行政長官として台湾の行政を担当した陳儀は統制経済政策を実施し、日本企業の大部分を国営とした他、米・塩・砂糖・燃料等の民生品を公定価格で政府が一括購入する制度を確立し、また日本統治時代に始まったタバコ・酒・マッチ等の専売制度を強化した。当時の台湾では本省人が大部分を占めていたが、日本統治下の教育の影響で中国語の理解力不足があり、また共通語とされた北京官話が苦手であった。そのため外省人を公務員として登用したが優秀な人材は国共内戦の影響により大陸に集中し、劣悪な人材に限定されてしまったためその能力や品行に少なからず問題があり、住民との衝突がたびたび発生していた。同時に経済上では極度のインフレが発生し、生活が困窮した住民の間で不満が募っていった。
こうした状況下の1947年2月28日、二・二八事件が発生する。闇タバコ摘発を契機とした政府と住民の衝突は台湾全島に広がり大規模な抗争が各地で引き起こされた。3月8日、蔣介石は大陸より叛乱鎮圧のために大軍を投入、一説には18000～28000名の台湾市民が逮捕後殺害されたとも言われている。
3月22日、事件の責任を取って陳儀は国民党三中全会により職務を解任された。5月11日に陳儀は大陸に渡り国民政府顧問に就任している。

## 逮捕

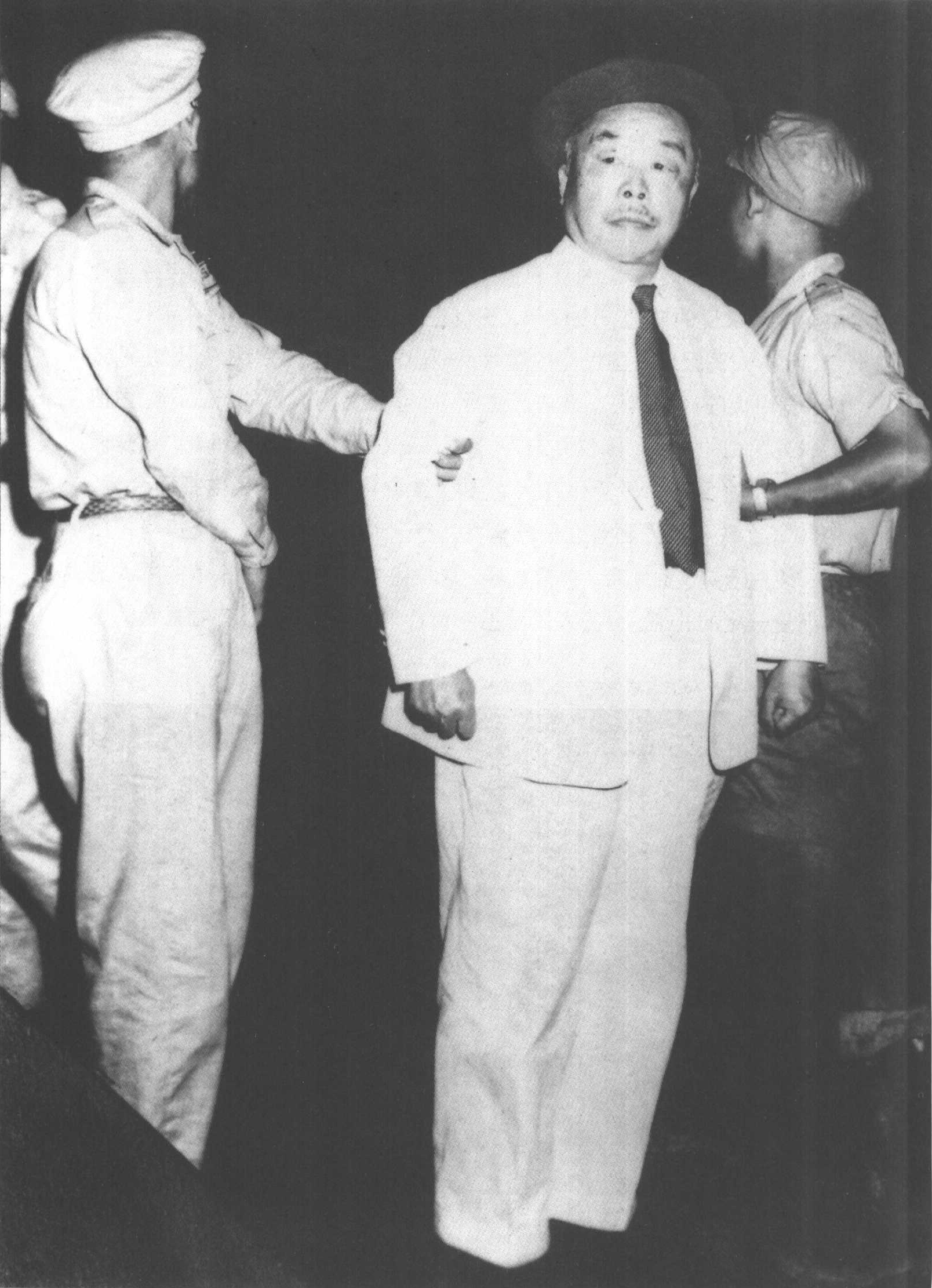
銃殺刑に処される直前の陳儀

1948年8月6日、陳儀は蔣介石により浙江省政府主席に起用される。翌年1月、陳儀は親密な関係にあった京滬杭警備総司令湯恩伯と共に共産党への投降を計画するが、湯恩伯が蔣介石に計画を報告し、陳儀の反逆行為が露見することとなった。1949年2月、陳儀は省主席職を解任され逮捕・監禁され、1950年4月には台湾に移送され基隆で拘束された。6月18日、台北市馬場町で銃殺刑が宣告され直ちに刑が執行された。遺骨は新北市五股区に埋葬されている。
1980年6月9日、陳儀は共産党への投降を画策したことから中国共産党中央統一戦線工作部は「中国人民の解放事業に貢献した愛国者」と評価してその住居は記念施設となった。
陳儀は日本人を妻としていたが、両人の間には子は生まれていない。